# Žiga Zatežič
Žiga Zatežič, né le 20 décembre 1995 à Novo Mesto, est un joueur slovène de basket-ball.